# Josef Matt (Politiker, 1900)
Josef Matt (* 29. Juli 1900 in Stadenhausen; † 12. März 1968 in Todtmoos) war ein deutscher Landwirt und Politiker (SPD).
Matt war beruflich als Landwirt und Obstzüchter in Laufenburg-Stadenhausen tätig. Er trat in die SPD ein und war von 1947 bis 1952 Mitglied des Badischen Landtages. Anschließend wurde er 1952 in den baden-württembergischen Landtag gewählt, dem er bis 1960 angehörte.

## Ehrungen
- 1967: Verdienstkreuz 1. Klasse der Bundesrepublik Deutschland